# 安德烈·加西亞
安德烈·加西亚·加西亚（西班牙語：Andrés García García，1941年5月24日—2023年4月4日），多明尼加裔墨西哥籍演员， 亦有在阿卡普尔科当水肺潜水教练，去世前曾是墨西哥电影黄金时代最后一位在世的演员之一。

## 职业生涯
加西亚出生于多明尼加的圣多明哥，父母本是西班牙人，因西班牙内战的原因被迫流亡到多明尼加，在当时领导人拉斐尔·特鲁希略的政策支持下得以进入难民收容所。他的父亲是西班牙共和国的一名战斗飞行员。
加西亚后来又移民到了墨西哥，并取得了该国国籍，其后又在表演行业谋得一份工作。20世纪60年代末及70年代初，加西亚在墨西哥及其他拉丁美洲地区担任性感偶像，常出现于各种电影、西班牙语肥皂剧和浪漫照片小说（一种专门展示演员照片的杂志，于1970年代的拉美地区非常流行）之中。
1985年，加西亚与露西娅·门德斯等人共同出演了电视剧《你，就是你》，该剧在上映后大热，使得加西亚开始频繁接到国际上的演出邀请。1986年，加西亚接受了一份来自波多黎各的邀请，前往出演《Amame》和《Escándalo》。不过《Escándalo》收视率非常不理想，其剧集在播出过程中被频道砍去了一半。
2005年，加西亚参加了真人秀节目《El Principe Azul》（直译为“蓝色王子”，意译为“白马王子”），根据节目安排，加西亚需要为儿子列奥纳多找一个女朋友，于是他便开始与节目中的年轻妇女调情，还与其中一名当众接吻，列奥纳多对此感到反感，便直接离开了节目现场，随后两名不知名的男子被安排来尝试说服其中一名妇女。2006年，加西亚参演了特莱蒙多国际出品的肥皂剧《El Cuerpo del Deseo》，这部剧讲述的是一个关于转世的故事，与加西亚平时的信仰相符。

## 个人生活
2003年9月，加西亚在一次克里斯蒂娜·萨拉雷吉主持的脱口秀节目《克里斯蒂娜》中批评了艺人受到狗仔队骚扰的问题。算上电影、戏剧、肥皂剧等，加西亚总共参加过50多种不同类型的节目。
加西亚于1980年与索尼娅·英方提（Sonia Infante）结婚，后在1992年与她离婚。他也曾娶过另一名演员桑德拉·韦尔（Sandra Vale）为妻。他与墨西哥模特卡门·坎普萨诺和一名波多黎各歌手都有过暧昧关系，并且一直保持着朋友关系。
2023年4月4日，加西亚因肝硬化去世。